# X-Seed 4000
X-Seed 4000 var ett byggnadsprojekt i Tokyo. Byggnaden skulle bli 4000 meter hög och ha 800 våningar. Enligt deras VD var det aldrig tänkt att byggnaden skulle byggas, utan bara ge uppmärksamhet till firman, vilket de anser de har fått.